# Sa Nuoresa
Sa Nuoresa è un genere di canto, diffuso in Sardegna, è una delle dodici varianti del cantu a chiterra. Dall'andamento sostenuto in ritmo ternario, nelle gare segue sempre il cantu in re d'apertura.